# Cyrtogrammus sumatranus
Cyrtogrammus sumatranus är en skalbaggsart som beskrevs av Franz 1954. Cyrtogrammus sumatranus ingår i släktet Cyrtogrammus och familjen långhorningar. Inga underarter finns listade i Catalogue of Life.